# Ozimina Wielka
Ozimina Wielka – wieś na Ukrainie w rejonie samborskim należącym do obwodu lwowskiego.